# Sor Patrocinio
Sor Patrocinio, conocida también como la Monja de las Llagas y cuyo nombre de bautismo era María Josefa de los Dolores Anastasia de Quiroga Capopardo (San Clemente, Cuenca, 27 de abril de 1811-Guadalajara (España), 27 de enero de 1891) fue una monja española de la Orden de la Inmaculada Concepción, de gran fama en la vida social y política española durante la segunda mitad del siglo XIX, debido a la influencia que ejerció sobre la reina Isabel II y su esposo Francisco de Asís de Borbón.

## Infancia y vocación
Sor Patrocinio nació el 27 de abril de 1811 en San Clemente, provincia de Cuenca, en una finca que recibía el nombre de Venta del Pinar. Los primeros años de su infancia estuvieron marcados por la Guerra de la Independencia.
Tras fallecer Diego de Quiroga, su padre, se trasladó con su empobrecida familia a Madrid, donde  rechazaría las pretensiones de un matrimonio acordado por parte de Salustiano Olózaga, entonces joven abogado y enamorado de ella, con su madre Dolores Capopardo, acuciada por la pobreza. Ambos personajes habrían de volver a encontrarse en momentos difíciles de la vida de la religiosa: con motivo del proceso judicial que sufrió en 1835 y en su exilio en Francia, tras los sucesos revolucionarios de 1868.
En 1826 ingresó en el Convento de las Comendadoras de Santiago de Madrid, siendo amadrinada por su tía, la marquesa de Santa Coloma. Tres años más tarde fue amadrinada por la duquesa de Benavente para ingresar como monja en el Convento del Caballero de Gracia, de la orden concepcionista. En el año 1829, siendo todavía novicia, recibió su primera llaga en el costado izquierdo, lo que se interpretó como estigma. Concluido el noviciado, el 20 de enero de 1830 Mª Dolores de Quiroga Capopardo hizo profesión solemne en la Orden de la Inmaculada Concepción de Nuestra Señora (concepcionistas franciscanas descalzas), en el convento de Jesús, María y José del Caballero de Gracia, en Madrid, tomando el nombre de Sor María Rafaela de los Dolores y del Patrocinio.

## Nuevas experiencias místicas

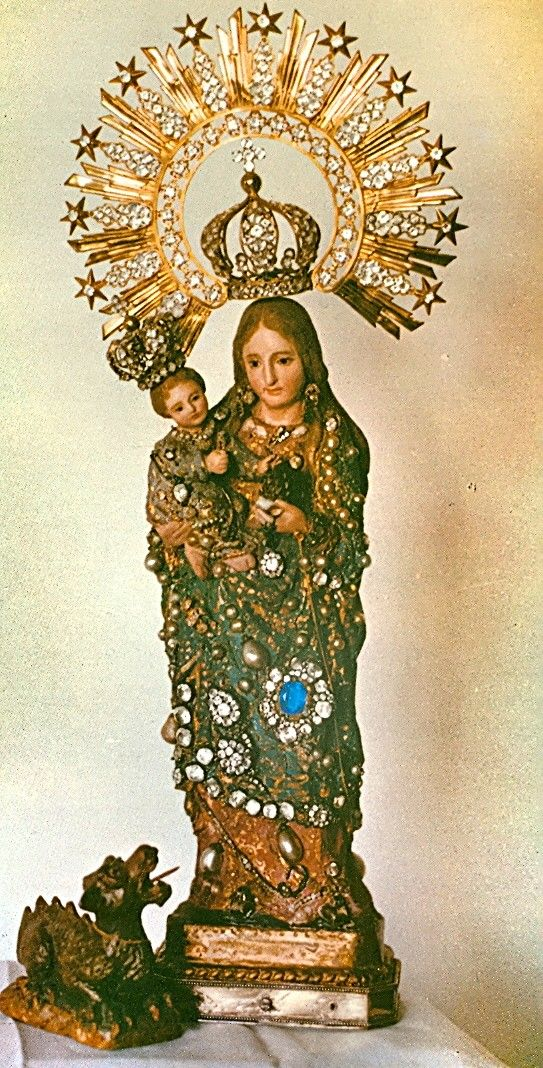
La imagen original de la Virgen del Olvido, Triunfo y Misericordias, hoy venerada en la iglesia-santuario del Convento del Carmen (Guadalajara)

A partir de 1830 afirma experimentar varias visiones místicas, quedando muchas de estas experiencias reflejadas en su cuerpo. El jueves 20 de mayo del mencionado año, día de la Ascensión, se le encuentran llagas en pies y manos, así como las de la corona de espinas. En el siguiente mes, el 8 de junio, dos días antes de la celebración del Corpus Christi, Sor Patrocinio quedó en éxtasis y cuenta que le habló el Santísimo Cristo de la Palabra, desde un lienzo casi olvidado que colgaba en la pared. El 13 de agosto de 1830, afirma que se le apareció la Virgen María bajo la advocación "del Olvido, Triunfo y Misericordias", de la que la monja recibió, según ella, una imagen que llevaría consigo el resto de su vida.
Cinco años más tarde, procesada judicialmente por impostura, así como acusada falsamente de apoyar la causa carlista, Salustiano Olózaga al mando de 70 miembros de la Milicia Nacional "armados hasta los dientes" cerca su convento integrado por 19 monjas de clausura, la detienen e internan directamente en una casa particular que se utilizaba como  casa de citas del  Partido Progresista. Tras no ceder a las pretensiones de sus oponentes, sufres varios traslados, hasta que finalmente fue llevada a la Casa de Arrepentidas de Santa María Magdalena a la espera de sentencia. Se dictó sentencia condenatoria consistente en el destierro de la Corte. Por dos años vivió en un convento en Talavera de la Reina. Allí comenzaría a escribir el llamado Libro de Oro, cuyo título original era Mes de María Perpetuo.
La causa judicial para averiguar el origen de las llagas que, por acción supuestamente sobrenatural, presentaba en sus manos, pies, costado izquierdo y cabeza, se inició el 6 de noviembre de 1835. El juez convocó a tres facultativos que, tras un examen y descripción minuciosos de dichas lesiones, se comprometieron a su curación, cosa que, bajo perjurio, dijeron haber conseguido. El 21 de enero siguiente, en presencia de J. Cecilio de la Rosa y otros entre los que se encuentra Salustiano Olózaga, jefe del  Partido Progresista, diputado y preceptor de  Isabel II mano derecha del ministro de hacienda y otros 3 ministerios, jefe de la  Milicia Nacional y jefe del consejo de la  masonería Nacional, así como de los aludidos profesores de Medicina y Cirugía, el célebre doctor Diego de Argumosa, y los doctores Mateo Seoane y Maximiliano González, todos a sueldo directa o indirectamente del gobierno liberal de la época, se realizó un último reconocimiento del estado de Sor Patrocinio, certificándose oficialmente la completa cicatrización de sus aparentes estigmas pasionarios. Supuestamente bajo juramento, la religiosa habría declarado una historia de los mismos: el fraile capuchino Fray Fermín de Alcaraz le habría facilitado siendo novicia "una reliquia que aplicada a cualquier parte del cuerpo causaba una llaga que debía tenerse abierta para seguir padeciendo y teniendo tal mortificación, ofreciendo a Dios los dolores como penitencia de las culpas cometidas (...) mandándole aplicase a las palmas de las manos y al dorso de ellas, a las plantas y parte superior de los pies, en el costado izquierdo, y alrededor de la cabeza en forma de corona, encargándole muy estrechamente bajo obediencia y las más terribles penas en el otro mundo, que no manifestase a nadie de qué la habían provenido, y que si le preguntaban debería decir que sobrenaturalmente se había hallado en ellas".
Favorecer la causa del pretendiente carlista  Carlos V más que el beneficio económico en limosnas y donaciones que la fama de santidad de la religiosa había representado y hubiese podido representar para la Orden y sus conventos, aparecía como móvil del fraude. El citado capuchino no pudo ser encontrado para tomársele declaración, "por haberse ausentado del reino", lo que para el promotor fiscal de la causa hacía más probable su culpabilidad. La sentencia advirtió que, de no comparecer, se le juzgaría "por su ausencia y rebeldía". En cuanto al defensor, Juan M. González Acevedo, alegó, ante las pruebas y declaraciones, que "todo fue mentira [refiriéndose a las pruebas], excepto los tormentos" de su defendida, cuyo papel fue el de "víctima, tanto más digna de compasión cuanto que parecía condenada a una muerte lenta y penosa".
La sentencia, dada en Madrid el 25 de noviembre de 1836, manifestaba que Sor Patrocinio "debió resistirse al fraude [de la versión oficial], y dar cuenta a sus superiores; pero tuvo en cuenta el arrepentimiento de la religiosa [o temió la respuesta del pueblo llano que la tenía por santa], que fue condenada al traslado "con la decencia y recato debidos a su estado a otro convento que se halle al menos a distancia de 40 leguas" de la Corte, instando a que se le procurase un confesor "virtuoso e ilustrado" que acabase "de fortalecerla en las sólidas y verdaderas máximas de religión y piedad". Tras dos años de destierro en Talavera, la salud de Sor Patrocinio se resintió y, tras solicitudes epistolares por su parte en ese sentido a la reina, obtuvo permiso para trasladarse a Torrelaguna, donde viviría durante cinco años.
El proceso judicial sustanció también otro hecho, descrito por la religiosa como un vuelo en que supuéstamente un diablo la condujo por tierras de Guadarrama, rapto que finalizó depositándola sobre un tejadillo del convento, en el que la monja había sido descubierta por sus hermanas de Orden, fatigada y sucia de tierra y restos vegetales. La propia Sor Patrocinio no supo dar razón de lo sucedido, por no poder explicárselo. Se comprobó a instancias judiciales que el acceso a ese tejado era sumamente fácil y sin riesgo alguno desde un ventanal del convento..
A pesar del fallo judicial, hay testimonios de que las llagas permanecieron desde su aparición hasta su muerte, entre otros el de las monjas que la amortajaron el 27 de enero de 1891 que besaron piadosamente sus llagas, de las cuales ella nunca hablaba ni las había mostrado en el convento, pues siempre llevaba mitones para ocultarlas, por considerarlas un don gratuito que Dios le había dado.

## Regreso a Madrid

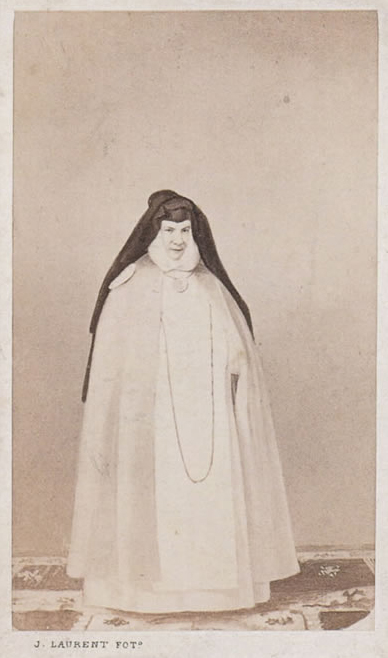
Retrato fotográfico de Sor Patrocinio, por Juan Laurent

Acabada la regencia de María Cristina y siendo ya Isabel II reina de pleno derecho, se permite a Sor Patrocinio el regreso a Madrid, concretamente al convento de La Latina que regentaba su Orden. Su influencia en los reyes va ascendiendo y se la traslada al convento de Jesús Nazareno donde ocupa el cargo de maestra de novicias (1845). En 1849 sufre un atentado con arma de fuego del que sale ilesa. Poco después es elegida abadesa, siendo reelegida para el mismo cargo, hasta su muerte, en los diferentes conventos a los que fue trasladada. Paga sus maniobras contra Ramón María Narváez con un destierro a Badajoz, aunque el general pronto la perdona y permite su regreso.
A propósito de la relación de Sor Patrocinio con Isabel II, la Infanta Eulalia, hija de la reina, relata: "oí muchas veces hablar a mi madre de que el Padre Claret, su confesor y personaje de gran influencia cerca de ella, y la monja Sor Patrocinio (...) le habían sugerido el dirigirse a Pío IX en solicitud de la declaración del nuevo dogma. Mi madre, muy religiosa (...) consiguió que otros soberanos católicos la firmaran con ella y también actuaran cerca del Pontífice."  Se refiere la infanta al dogma de la Inmaculada Concepción de María, definido el 8 de diciembre de 1854. Sor Patrocinio llegó, pues, a tener influencia teológica, a través de sus encumbradas relaciones sociales.

## Nuevos traslados y fundaciones
Para intentar alejarla de Madrid y de su supuesta influencia en las voluntades de los reyes, es enviada a Roma para que sea estudiada su presunta fama de santidad; sin embargo, enferma en el camino y no puede llegar a Italia. Por orden del gobierno es trasladada al convento de las Hermanas Descalzas de Toledo. Más tarde en el convento de Montserrat de Madrid funda la primera escuela para párvulos, de niñas pobres. Llegados al poder los generales Narváez y Espartero, es desterrada al convento de Clarisas de Santa Catalina Mártir de Baeza. El arzobispo de Toledo le ordena que se traslade a un convento en ruinas en Torrelavega para que sea reformado. Después de cumplir esta misión, comienza la fundación de conventos, siendo el primero el de San Pascual en el Real Sitio de Aranjuez. En él tuvo lugar un segundo atentado sobre Sor Patrocinio, también con arma de fuego e igualmente sin efecto. A este convento le seguirían otros en La Granja de San Ildefonso, en San Lorenzo de El Escorial y en Guadalajara. Durante este periodo se le atribuye el profetizar a Nicanor Ascanio que iba a morir mártir.

## Último destierro, regreso y muerte
En 1868 triunfa la revolución que hace caer la monarquía. El cardenal Ciliria la envía a Francia para impedir que caiga en manos de los revolucionarios. Allí la monja continúa su misión fundadora. Escribe la regla de una nueva orden que sería aprobada por el obispo de París. Con la restauración de 1874, llega al trono Alfonso XII y se le permite el regreso a España, donde prosigue su labor fundadora, incluso durante el último año de su vida. Fundó diecinueve conventos. Fallece en el convento del Carmen de Guadalajara, en 1891, esta enterrada en su iglesia. Su proceso de beatificación comenzó en 1907.